# Suchoi Su-35
Suchoi Su-35 (russisch Сухой Су-35, NATO-Codename: Flanker-E) ist die Bezeichnung für zwei stark aufgerüstete Versionen der Su-27 (Flanker). Diese Flugzeuge werden teilweise auch als Super Flanker bezeichnet und wurden ab 2011 in größeren Stückzahlen bei den russischen Luftstreitkräften eingeführt.

## Geschichte und Entwicklung

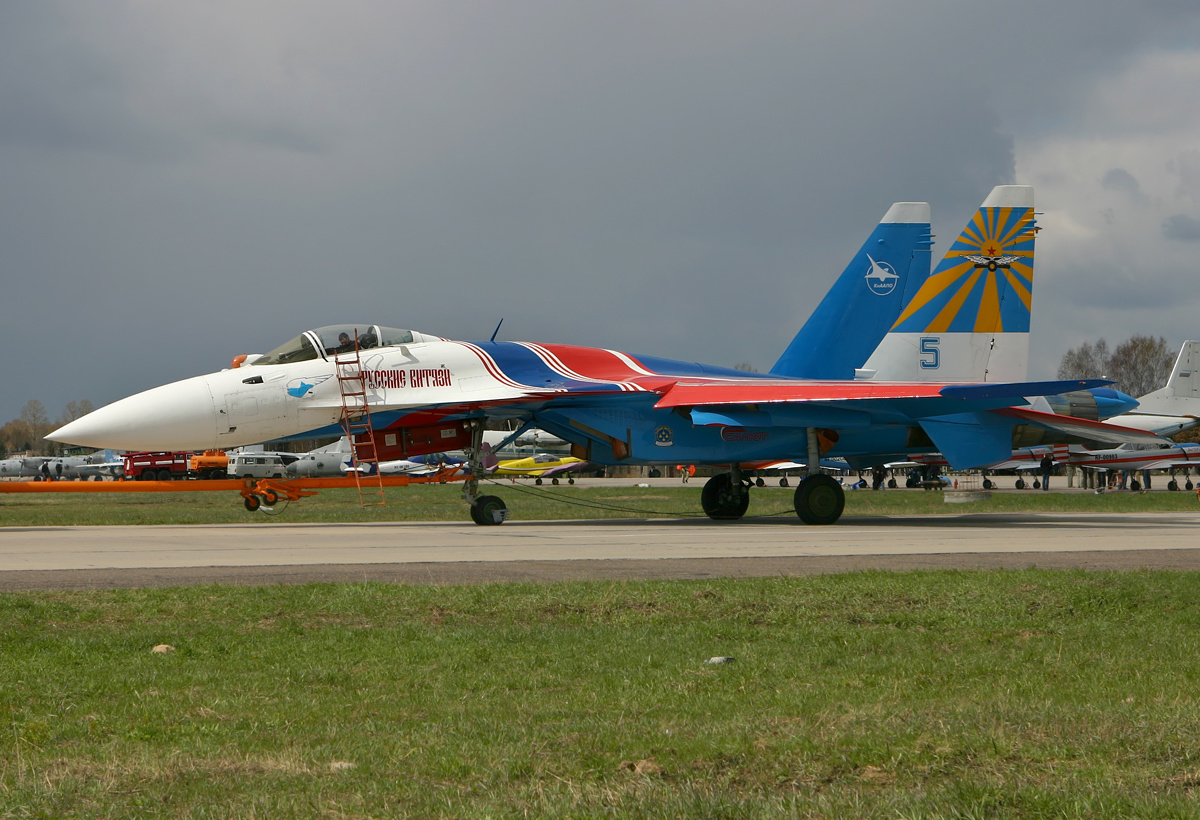
Su-35 der russischen Kunstflugstaffel „Russkije Witjasi“

Die erste Variante auf Basis des Vorgängermodells Su-27 wurde bereits in den 1980er Jahren in der Sowjetunion entwickelt. Die zunächst als Su-27M bezeichnete Version hatte eine überarbeitete Flugzeugzelle, Entenflügel, ein vergrößertes Radom für das N-011-Radar sowie eine verbesserte Avionik. Finanzielle Probleme in den 1990er-Jahren und fehlende Exportnachfragen trugen dazu bei, dass der erste Su-35-Entwurf trotz zahlreicher Prototypen nicht bis zur Serienreife entwickelt wurde. Einige Maschinen wurden von der russischen Kunstflugstaffel „Russkije witjasi“ genutzt.
Im Jahr 2003 begann Suchoi damit, die Su-27 erneut umfangreich zu modernisieren, um eine Übergangslösung bis zur Einführung der Su-57 zu schaffen. Dabei wurden die Entenflügel und die Luftbremse des ersten Su-35-Entwurfes weggelassen, die Zelle verstärkt sowie die Avionik und das Radar verbessert. Die leistungsstärkeren Triebwerke haben eine Schubvektorsteuerung und sollen Überschallgeschwindigkeit ohne Nachbrenner ermöglichen. Die russischen Luftstreitkräfte bestellten insgesamt 48 Maschinen, die die Typenbezeichnung Su-35S tragen.
Im Januar 2016 wurden weitere 50 Flugzeuge bestellt.

### Erster Entwurf

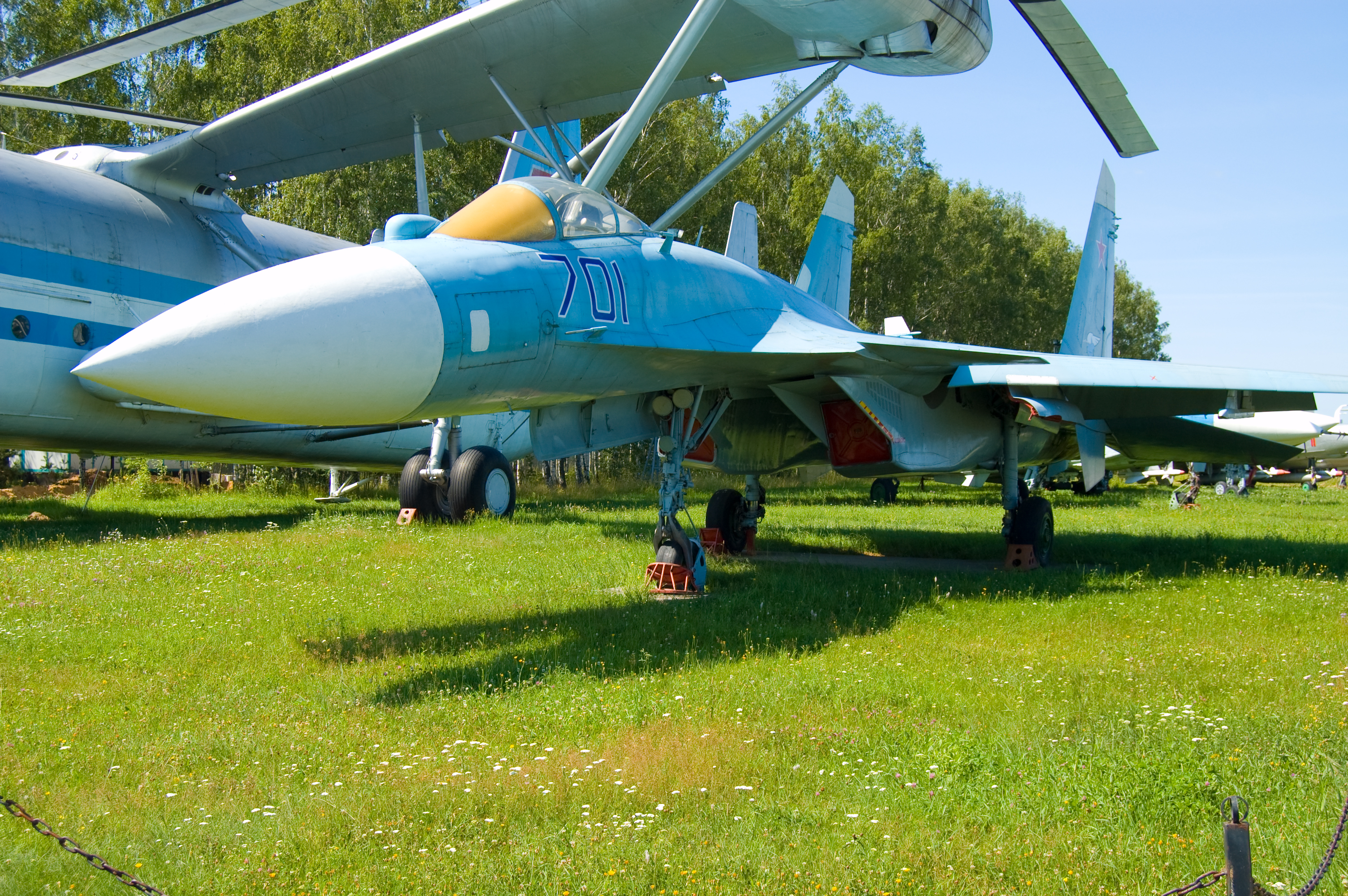
Su-35-Prototyp T-10M-1 im Luftwaffenmuseum Monino

Noch bevor die Su-27 in Dienst gestellt wurde, dachte man bei Suchoi darüber nach, aus diesem Typ eine ganze Flugzeugfamilie zu entwickeln. Diese sollte aus einem Langstreckenabfangjäger, einem Luftüberlegenheitsjäger, einem Jagdbomber und einem Mehrzweckkampfflugzeug bestehen. Suchoi nannte die Serie 30, wobei die Su-35 den Luftüberlegenheitsjäger darstellt.
Mit den Arbeiten an der Su-27M (intern T-10M) wurde 1984 begonnen; am 28. Juni 1988 hatte der erste (T-10M-1) von insgesamt zehn Prototypen seinen Jungfernflug. Den ersten öffentlichen Auftritt hatte die nun als Su-35 bezeichnete Maschine (dies war der dritte Prototyp T-10M-3) 1992 bei der Farnborough International Airshow. Dabei stellte sich heraus, dass die Maschine grundlegend weiterentwickelt worden war. So unterscheidet sich das Flugzeug äußerlich von ihren Vorgängern durch die Entenflügel und ein viel größeres Radom. Bei der Weiterentwicklung wurde der Schwerpunkt auf größere Wendigkeit gelegt, um so die Kampfkraft zu steigern. Deshalb wurde die Stabilität der Maschine reduziert und gleichzeitig erstmals eine digitale elektrische Steuerung eingebaut. In Kombination mit den Entenflügeln wurde die Maschine deutlich agiler als die sehr stabil fliegende Su-27. Der Trockenschub der Triebwerke wurde erhöht, jedoch nicht ausreichend für eine Supercruisefähigkeit der Maschine. Auch konnte der Treibstoffverbrauch gesenkt werden; er blieb jedoch im Vergleich zu amerikanischen und europäischen Triebwerken weiterhin sehr hoch. Die Begrenzung des Anstellwinkels konnte auf 30° erhöht werden und die Verwendung von Verbundmaterialien und Aluminium-Lithium-Legierungen erlaubte, das Gewicht in annehmbaren Grenzen zu halten.
In dem stark vergrößerten Radom wurde das Mehrbereichsradar N-011 untergebracht, dessen Reichweite für Ziele mit einer Radarrückstrahlfläche von 3 m² mit 160 km angegeben wird. Es kann bis zu 20 Ziele orten und erlaubt, sechs davon gleichzeitig zu bekämpfen. Die Su-35 war mit einem nach hinten gerichteten Radar ausgestattet, dessen Reichweite mit bis zu 50 km angegeben wird, wobei die Zielgröße unklar bleibt. Theoretisch könnten damit auch nach hinten abgefeuerte Lenkwaffen gesteuert werden. An den Flügelspitzen wurden die ECM-Systeme untergebracht.
Von der Su-35 wurden insgesamt zehn einsitzige Prototypen sowie zwei weitere Su-35UB-Doppelsitzer für Trainingszwecke gebaut. Ein elfter Prototyp (T-10M-11) wurde mit einer 2D-Schubvektorsteuerung ausgestattet und erhielt die Bezeichnung Su-37 Terminator.

### Zweiter Entwurf Su-35S/BM
Nachdem der erste Entwurf der Su-35 keinerlei Exporterfolge aufweisen konnte, begann man 2003 mit der Entwicklung einer neuen Su-35. Die Su-35S (interner Code: BM) wurde 2007 vorgestellt und absolvierte ihren Erstflug am 19. Februar 2008.
Die Maschine basiert auf der Su-27SM, weshalb die russischen Luftstreitkräfte zunächst die Bezeichnung Su-27SM2 verwendeten. Während der Flugerprobung kam es am 14. April 2009 zum Verlust des dritten Prototyps. Der Testpilot konnte sich mit dem Schleudersitz retten und blieb unverletzt.
Dennoch konnte Ende 2009 mit der Serienproduktion für die russischen Luftstreitkräfte begonnen werden. Diese planten zunächst die Anschaffung von 24 bis 36 Maschinen. Zur MAKS 2009, auf der die Su-35S auch vorgeführt wurde, bestellten die russischen Luftstreitkräfte schließlich 48 Maschinen, die zwischen 2012 und 2015 geliefert werden sollten.
Im Sommer 2014 folgte ein weiterer Vertrag über die Lieferung von zusätzlichen 56–64 Maschinen. Somit beläuft sich die Anzahl der für Russland bestellten Maschinen vorerst auf 104–112.
Die erste Serienmaschine startete am 3. Mai 2011 in Komsomolsk am Amur mit Sergej Bogdan am Steuer zu ihrem Erstflug.
Aufgrund der Einsatzerfahrungen in Syrien werden unter anderem die Lufteinlässe der Triebwerke modifiziert, um den Schutz vor Fremdkörpern zu verbessern. Hard- und Software der Avionik werden zur besseren Bekämpfung von Bodenzielen angepasst.

## Konstruktion und Technik

### Flugzeugzelle
Die Standard-Flugzeugzelle der Su-27-Serie wurde größtenteils beibehalten, um dieselbe aerodynamische Konfiguration wie bei der Su-27 zu erhalten. Die Änderungen umfassten die häufigere Verwendung von Titanlegierungen, um die Zelllebensdauer auf 6000 Stunden zu erhöhen, ohne das Leergewicht exzessiv ansteigen zu lassen. Alle 1500 Flugstunden ist eine Überholung notwendig. Die Luftbremse wurde entfernt, deren Aufgabe wird nun durch die gegenläufige Bewegung von Steuerflächen übernommen. Da sich trotzdem ein Anstieg des Leergewichtes nicht vermeiden ließ, wurde das Fahrwerk verstärkt und das Bugfahrwerk mit einem Doppelrad ausgerüstet. Die interne Treibstoffkapazität wurde auf 11.500 kg erhöht. Zur Luftbetankung befindet sich auf der linken Seite der Cockpits eine ausklappbare Betankungssonde. Zur Verbesserung der Manövrierfähigkeit wurde ein vierfach redundantes Fly-by-Wire-System vom Typ KSU-35 von MNPK Avionika eingebaut, welches den Kampfjet auch automatisch austrimmt. Erstmals wurde bei einer Serienmaschine der Su-27-Serie die effektive Radarrückstrahlfläche (RCS) reduziert. So wurde die Cockpithaube mit einer reflektierenden Beschichtung versehen, und von vorne sichtbare Kanten mit magnetischem Absorbermaterial beschichtet. Die Kompressorschaufeln und Lufteinlässe der Triebwerke wurden ebenfalls beschichtet, wodurch der RCS der Einläufe gegenüber der Su-27 deutlich gesenkt werden konnte.

### Cockpit
Das Cockpit wurde vollständig überarbeitet und ist nun als EFIS ausgelegt. Es besteht hauptsächlich aus zwei MFI-35-Farbdisplays mit einer Abmessung von jeweils 229 × 305 mm und je 1400 × 1050 Pixeln, auf denen Sensor- und Flugdaten abgebildet werden können. An den Rändern der Bildschirme befinden sich Eingabetasten, zusätzlich wurde das HOTAS-Konzept verwirklicht. Das Head-up-Display vom Typ IKSh-1M besitzt ein Sichtfeld von 20 × 30°. Der Pilot sitzt auf einem Swesda-K-36D-3.5E-Schleudersitz mit Null-Null-Fähigkeit.

### Avionik

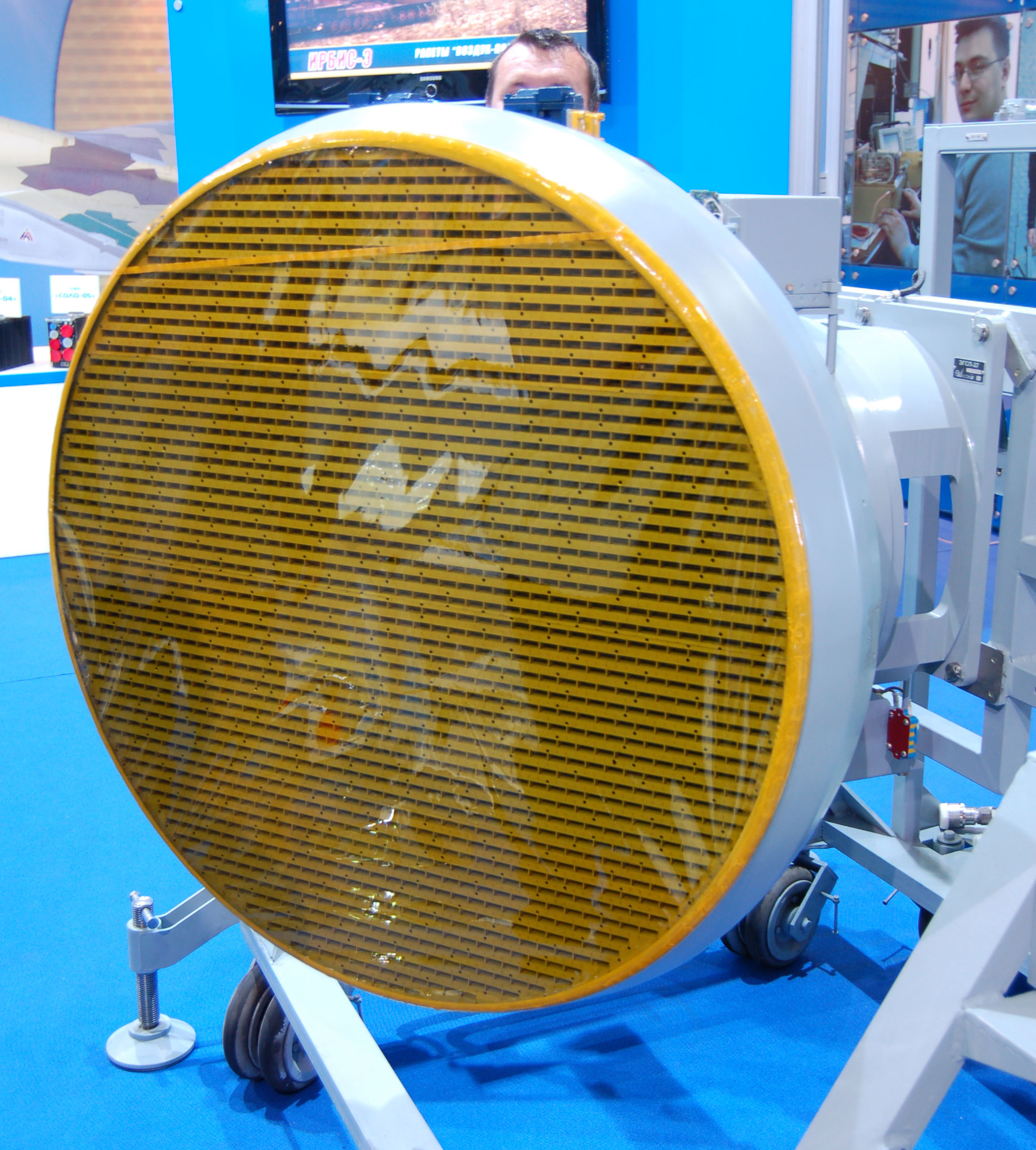
Das Irbis-E-Radar

Hauptsensor ist das mechanisch nachgeschwenkte passive Phased-Array-Radar Irbis-E (Schneeleopard), das auf dem N011M Bars der Su-30MKI basiert, einen Antennendurchmesser von 900 mm aufweist und im X-Band sendet. Das Problem des Leistungsverlustes bei elektronischen Schwenkwinkeln von über 40° konnte gelöst werden, so dass nun der volle Schwenkbereich von ±60° in Elevation und Azimut ausgenutzt werden kann. Da die mechanische Nachführung beibehalten wurde, kann die Antenne noch um ±60° im Azimut geschwenkt und um 120° gedreht werden. Der Prozessor zur Signalverarbeitung wurde durch den Solo-35-Digitalrechner ersetzt, was es ermöglicht, bis zu 30 Ziele im Track-While-Scan-Modus zu verfolgen und acht davon gleichzeitig zu bekämpfen. Im Luft-Boden-Modus können vier Ziele verfolgt und zwei davon gleichzeitig bekämpft werden. Die ursprüngliche 7-kW-Wanderfeldröhre des Bars wurde durch zwei 10-kW-Röhren ersetzt. Das nutzbare Frequenzband soll sich gegenüber dem Bars verdoppelt haben. Die offizielle Ortungsreichweite wird mit 90 km gegen ein Ziel mit einer Radarrückstrahlfläche von 0,01 m² angegeben. Da dies etwa der Ortungsreichweite einer E-3 Sentry ohne RSIP-Upgrade entspricht, sind die Angaben sehr unglaubwürdig. Wird dagegen der Antennengewinn des Bars und dessen Pulsleistung von 4,8 kW bei 7 kW Einspeisung als Referenz genommen, kann für das Irbis-E bei gleichen Verlusten eine Pulsleistung von 13,7 kW errechnet werden. Wird die Ortungsreichweite von etwa 140 km für ein Ziel mit einem RCS von 1 m² für das Bars als Referenz genommen, kann über die Radargleichung eine Ortungsreichweite von 182 km errechnet werden. Wie alle Maschinen der Su-27-Familie hat auch die Su-35BM ein Heckradar, um das Situationsbewusstsein des Piloten zu verbessern. Dieses NIIP N012 wurde von der SU-27/30 übernommen und erreicht eine Ortungsreichweite von 20 NM (37 km) gegen ein Ziel mit einer Radarrückstrahlfläche von 1 m². Das Radar scannt dabei ±60° in Azimut und Elevation und dient auch zur Koordination von aktiven und passiven Gegenmaßnahmen.
Der OLS-35 besteht aus einem Infrarotsensor, einer Videokamera sowie einem Laserentfernungsmesser und befindet sich vorne rechts vor dem Cockpit. In einem Suchbereich von ±90° im Azimut und +60/−15° in der Elevation können bis zu vier Luftziele gleichzeitig verfolgt werden. Die Ortungsreichweite gegen Unterschallziele wird mit 50 km im Anflug und 90 km in der Verfolgung angegeben. Der Laserentfernungsmesser wird verwendet, um einzelne Ziele exakt zu verfolgen. Die Messgenauigkeit gegenüber Luftzielen in 20 km und Bodenzielen in 30 km Entfernung liegt bei ±5 Metern.
Für elektronische Gegenmaßnahmen können Störbehälter vom Typ SAP-518 an die Flügelspitzen montiert werden, welche im Frequenzbereich von 5 bis 18 GHz arbeiten. Die Antennen der Radarwarner (ESM) L150 von Pastel in Omsk befinden sich links und rechts des Leitwerks und seitlich an den Lufteinläufen. Sie decken den Frequenzbereich von 1,2 bis 40 GHz ab und erlauben eine auf 5° genaue Ortung. Zusätzlich ergänzen ein auf Infrarotbasis arbeitender Raketendetektor mit sechs Sensoren, der den gesamten Luftraum im Umkreis von 30 km abdecken soll, und ein Laserwarnsystem mit zwei Sensoren die Selbstschutzausrüstung. Exportmaschinen der Su-30-Serie wie die Su-30MKM sind beispielsweise mit dem Raketendetektor MAW-300 von Saab Avitronics ausgestattet.

### Triebwerke

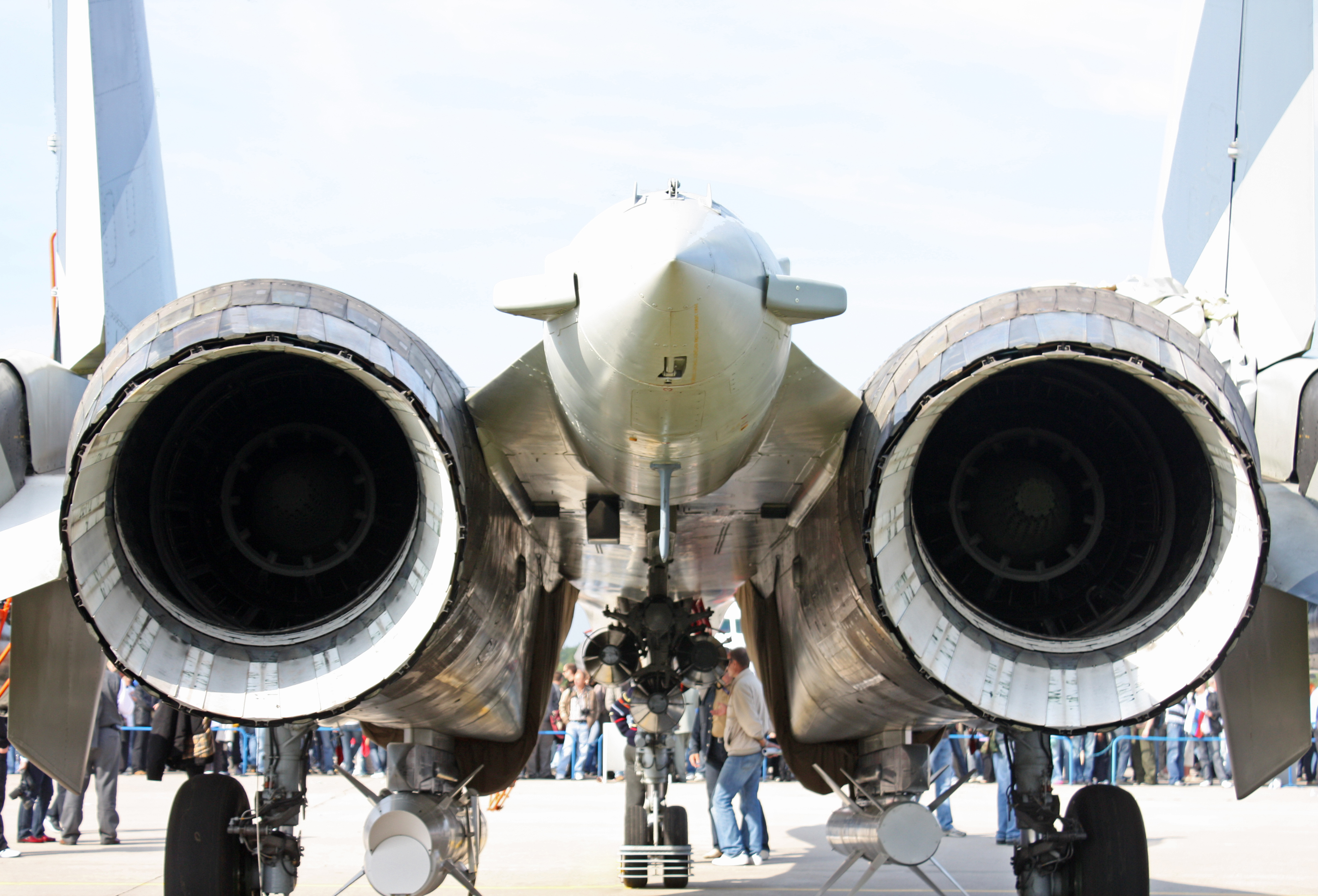
117S-Triebwerke von hinten

Als Antrieb werden zwei 117S-Mantelstromtriebwerke von Saturn eingesetzt. Aufgrund der eingeschränkten Budgets der russischen Luftstreitkräfte wurde die Entwicklung des Triebwerkes von den Firmen Suchoi (40 %), Saturn (30 %) und UMPO (30 %) aus eigenen Mitteln getragen. Das Triebwerk basiert auf dem AL-31F. Dabei wurde der Fan um 3 % von 903 mm auf 932 mm vergrößert, neue Hoch- und Niederdruckturbinen eingebaut und ein neues FADEC installiert. Die Schubvektordüse basiert auf dem AL-31FP und kann den Abgasstrahl mit einer Rate von 30°/s um ±15° in einer Achse umlenken. Gegenüber dem Ausgangsmodell konnte die Lebensdauer des Triebwerks von 1500 Stunden auf 4000 Stunden mehr als verdoppelt werden. Der MTBO-Wert konnte von 500 auf 1000 Stunden erhöht werden, wobei die Zeit bis zur ersten Überholung 1500 Stunden beträgt. Der MTBO-Wert der Schubvektordüse konnte dem Triebwerk angepasst werden, während die Düsen der Su-30MKI bereits alle 500 Stunden überholt werden müssen. Die Schubkraft pro Triebwerk wird von KnAAPO mit 8800 kp trocken und 14.000 kp nass sowie 14.500 kp im „special mode“ angegeben.
Es gibt von Suchoi oder KnAAPO keine Aussage, dass die Su-35S mit diesem Triebwerk ohne Nachbrenner Überschallgeschwindigkeit erreichen kann. Laut Igor Dyomin, dem Leiter des Su-35-Projektes, erreichte die Su-35S aber mit diesen Triebwerken bei den ersten Flugtests ohne Einsatz des Nachbrenners Überschallgeschwindigkeit. Die endgültige Geschwindigkeit sowie die möglichen Waffenaufhängungen sollten in weiteren Tests ermittelt werden.

## Versionen

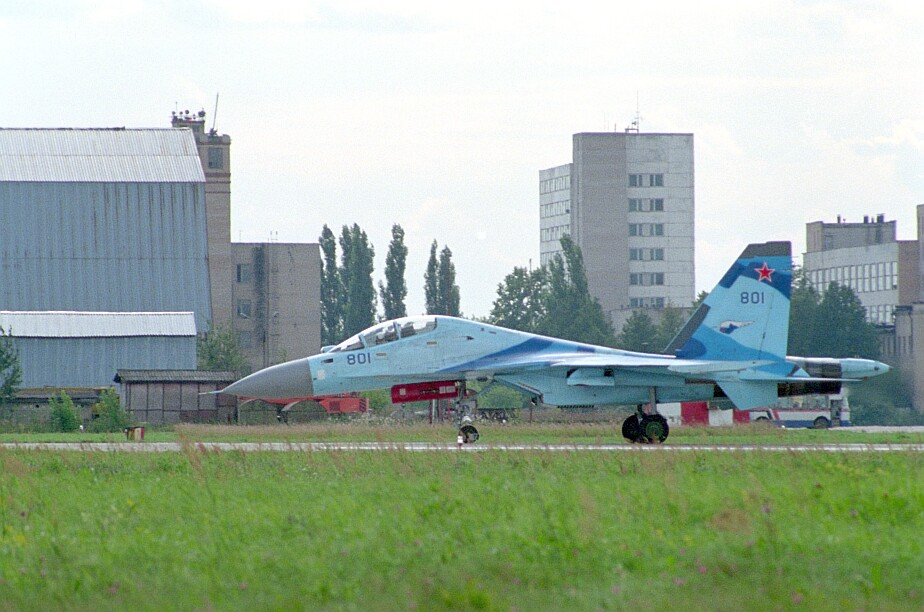
Zweisitzige Su-35UB

Su-27M/Su-35
Prototypserie eines einsitzigen Luftüberlegenheitsjägers
Su-35UB
Zweisitzige Version der Su-35
Su-35S
Modernisierter Mehrzweckjäger
Su-35BM
Interne Herstellerbezeichnung der Su-35S
Su-37
Prototyp; Version der ersten Su-35 mit stärkeren AL-37FU-Triebwerken und einer 2D-Schubvektorsteuerung.

## Technische Daten
| Kenngröße                    | Daten der Su-27M/Su-35                                                                                            | Daten der Su-35S                                                                                                  |
| ---------------------------- | --- | --- |
| Typ                          | Luftüberlegenheitsjäger                                                                                           | Mehrzweckkampfflugzeug                                                                                            |
| Länge                        | 22,18 m | 21,94 m |
| Spannweite                   | 14,70 m | 15,30 m |
| Flügelfläche                 | 62,04 m² | 62,04 m² |
| Flügelstreckung              | 3,48 | 3,77 |

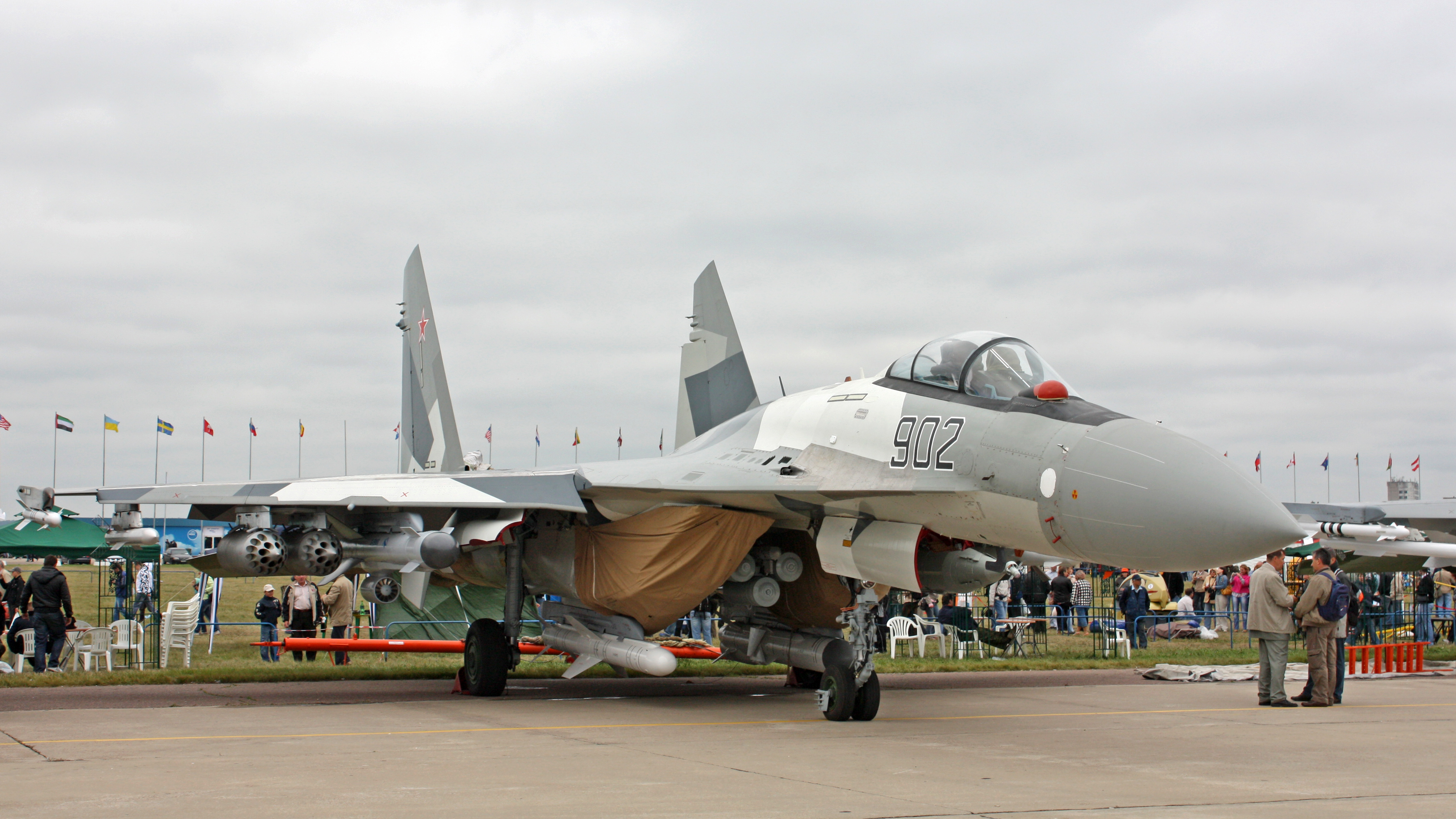
Su-35S auf der MAKS, 2009

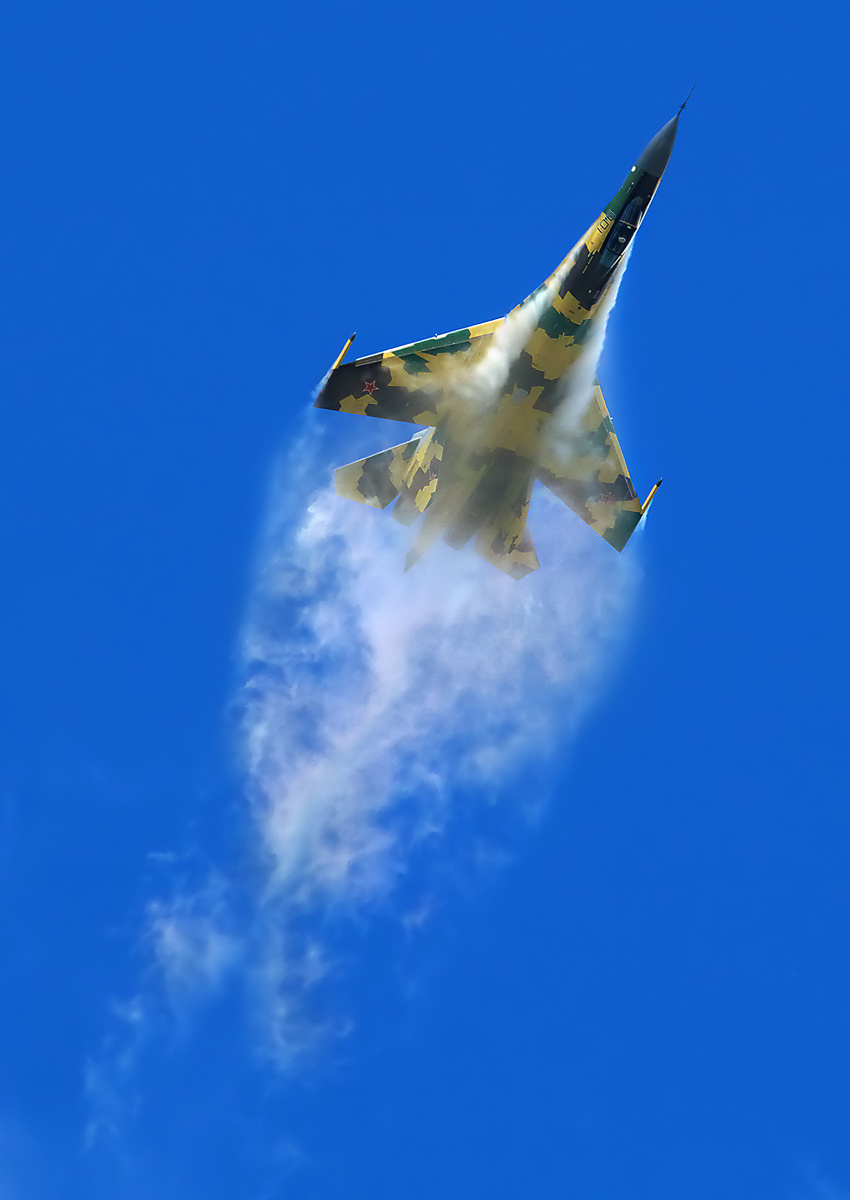
Su-35S beim Manövrieren

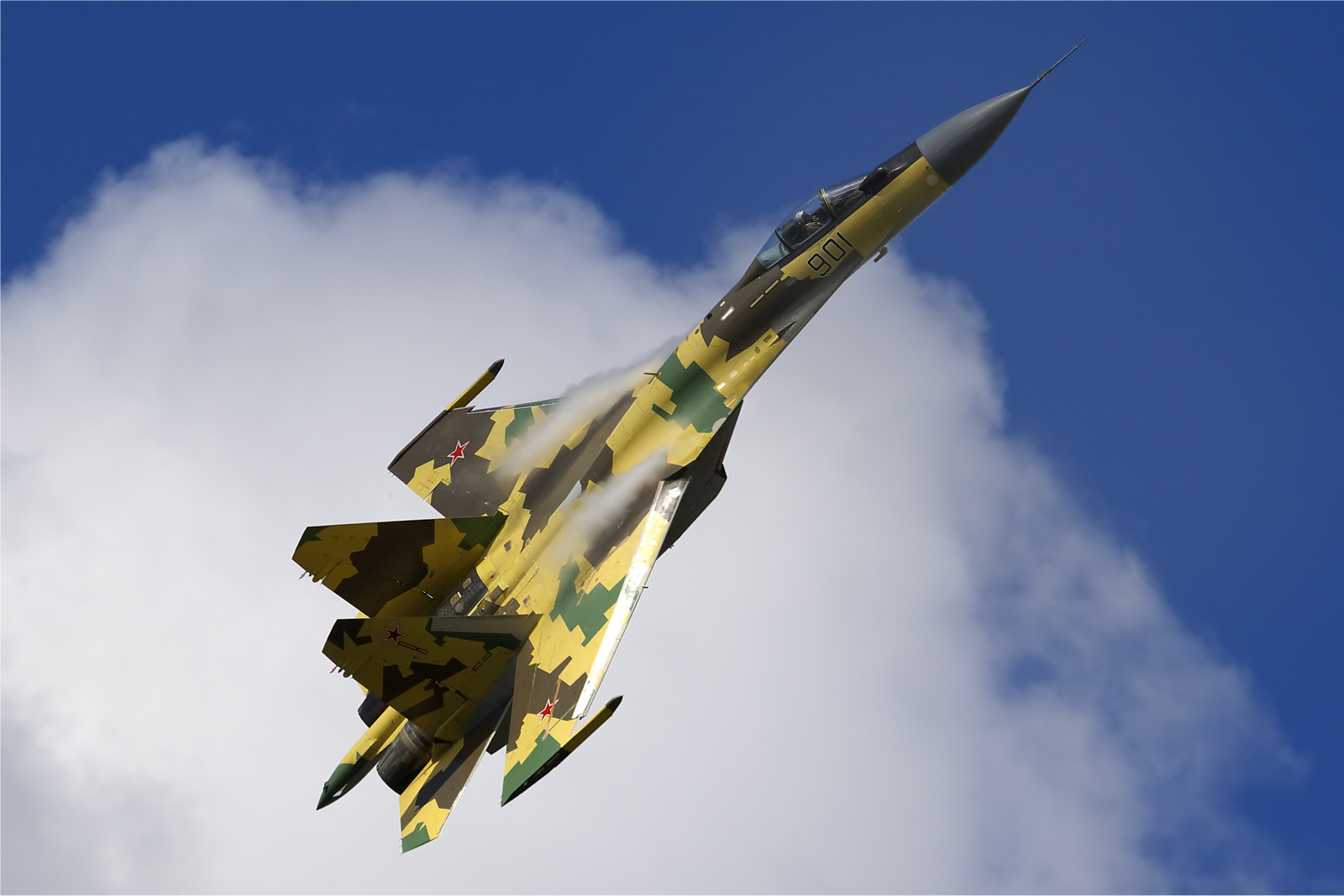
Su-35S bei einer Flugvorführung

| Tragflächenbelastung         | - minimal (Leermasse): 297 kg/m² - nominal (normale Startmasse): 430 kg/m² - maximal (max. Startmasse): 548 kg/m² | - minimal (Leermasse): 306 kg/m² - nominal (normale Startmasse): 408 kg/m² - maximal (max. Startmasse): 556 kg/m² |
| Höhe                         | 6,32 m | 5,93 m |
| Leermasse                    | 18.400 kg | ca. 19.000 kg |
| normale Startmasse           | 26.700 kg | 25.300 kg |
| max. Startmasse              | 34.000 kg | 34.500 kg (mit Überlast: 38.800 kg)                                                                               |
| maximale Treibstoffkapazität | 7.500 kg (intern)                                                                                                 | 11.500 kg (intern)                                                                                                |
| Kraftstoffverhältnis         | 0,29 | 0,38 |
| Belastungen                  | −3g bis +9g | −3g bis +9g |
| Höchstgeschwindigkeit        | - 2095 km/h bzw. Mach 2,00 (auf 10.975 m) - 1396 km/h bzw. Mach 1,14 (auf Meereshöhe)                             | - Mach 2,25 (in 11.000 m Flughöhe) - ca. 1400 km/h bzw. Mach 1,14 (auf Meereshöhe)                                |
| Dienstgipfelhöhe             | ca. 18.000 m | 19.000 m |
| maximale Steigrate           | k. A. | >280 m/s |
| Einsatzradius                | k. A. | 1580 km |
| max. Reichweite              | 3680 km | 4500 km |
| Triebwerke                   | zwei Saturn/Ljulka-AL-31FM-Mantelstromtriebwerke                                                                  | zwei Saturn-117S-Mantelstromtriebwerke                                                                            |
| Schubkraft                   | - mit Nachbrenner: 2 × 122,60 kN - ohne Nachbrenner: 2 × 79,43 kN                                                 | - mit Nachbrenner: 2 × 142,97 kN - ohne Nachbrenner: 2 × 86,27 kN                                                 |
| Schub-Gewicht-Verhältnis     | - maximal (Leermasse): 1,36 - nominal (normale Startmasse): 0,94 - minimal (max. Startmasse): 0,74                | - maximal (Leermasse): 1,53 - nominal (normale Startmasse): 1,15 - minimal (max. Startmasse): 0,84                |

### Bewaffnung der Su-27M/Su-35
Festinstallierte Bewaffnung im Bug
1 × 30-mm-Maschinenkanone Grjasew-Schipunow GSch-301 (9A-4071K) mit bis zu 150 Schuss Munition
Waffenzuladung von 8000 kg an 14 Außenlaststationen
Luft-Luft-Lenkflugkörper
6 × Startschienen für je 1 × GosMKB Wympel R-37M (AA-13 „Axehead“) – radargesteuert für Langstrecken
6 × AKU/APU-470-Startschienen für je 1 × GosMKB Wympel R-27ER (AA-10C „Alamo“) – halbaktiv radargelenkt für Mittelstrecken
2 × AKU/APU-470-Startschienen für je 1 × GosMKB Wympel R-27ET (AA-10D „Alamo“) – infrarotgesteuert für Mittelstrecken
6 × AKU/APU-470-Startschienen für je 1 × GosMKB Wympel R-27R (AA-10 „Alamo“) – halbaktiv radargelenkt für Mittelstrecken
6 × AKU/APU-470-Startschienen für je 1 × GosMKB Wympel R-27T (AA-10 „Alamo“) – infrarotgesteuert für Mittelstrecken
6 × AAKU/APU-170-Startschienen für je 1 × GosMKB Wympel R-77MP (RWW-AE bzw. AA-12 „Adder“) – radargelenkt für Mittelstrecken
6 × P-12-1-D-Startschienen für je 1 × GosMKB Wympel R-73E / R-74 (RWW-MD oder AA-11 „Archer“) – infrarotgesteuert für Kurzstrecken
Marschflugkörper
4 × AKU-58-Startschiene für eine MKB Raduga Ch-59ME „Owod“ (AS-18 „Kazoo“)
6 × Swesda Ch-35 „Uran“ (3M24 bzw. AS-20 „Kayak“) – Schiffbekämpfungs-Lenkflugkörper
Luft-Boden-Lenkflugkörper
6 × AKU-58M-Startschiene für je 1 × GosMKB Wympel Ch-29L (AS-14 „Kedge“) – lasergelenkt
6 × AKU-58M-Startschiene für je 1 × GosMKB Wympel Ch-29T (AS-14 „Kedge“) – fernsehgelenkt
4 × AKU-58-Startschiene für eine Swesda-Strela Ch-31P „Taifoon“ (AS-17 Krypton) – passive Ortung zur Radarbekämpfung
4 × AKU-58-Startschiene für eine Swesda-Strela Ch-31A „Taifoon“ (AS-17 Krypton) – aktiv radargelenkt zur Schiffsbekämpfung
Gelenkte Bomben
3 × BD-4-Aufhängung für je 1 × Region JSC KAB-1500L-F (lasergelenkte 1500-kg-Bombe)
3 × BD-4-Aufhängung für je 1 × Region JSC KAB-1500S-E (satellitennavigationsgelenkte 1500-kg-Bombe)
6 × BD-3U-Aufhängung für je 1 × GNPP KAB-500KR (fernsehgelenkte 500-kg-Bombe)
6 × BD-3U-Aufhängung für je 1 × GNPP KAB-500S-E (satellitennavigationsgelenkte 500-kg-Bombe)
6 × BD-3U-Aufhängung für je 1 × GNPP KAB-500L (lasergelenkte 500-kg-Bombe)
Externe Behälter
3 × Zusatztanks für je 3000 Liter Kerosin
1 × Tekon/Elektron-APK-9E-Datenübertragungsbehälter für Ch-29, Ch-59
1 × EloKa- und Aufklärungsbehälter

### Bewaffnung der Su-35S
Festinstallierte Bewaffnung im Bug
1 × 30-mm-Maschinenkanone Grjasew-Schipunow GSch-301 (9A-4071K) mit bis zu 150 Schuss Munition
Waffenzuladung von 8000 kg an zwölf Außenlaststationen
Luft-Luft-Lenkflugkörper
5 × R-37 – Langstrecken-Luft-Luft-Raketen
8 × Wympel R-27ER (AA-10C Alamo) – Mittelstrecken-Luft-Luft-Raketen, halbaktiver Radarsuchkopf
4 × Wympel R-27ET (AA-10D Alamo) – Mittelstrecken-Luft-Luft-Raketen, Infrarot-Suchkopf
12 × Wympel R-77 (RWW-AE, RWW-SD, AAM-AE oder AA-12 Adder) – Mittelstrecken-Luft-Luft-Raketen, aktiver Radarsuchkopf
6 × Wympel R-73E (RWW-MD oder AA-11 Archer) – Kurzstrecken-Luft-Luft-Raketen, Infrarot-Suchkopf
Luft-Boden-Lenkflugkörper
6 × Ch-29L/T (AS-14 Kedge) – laser- bzw. videogelenkt
6 × Ch-31P (AS-17 Krypton) – Antiradarraketen
6 × Ch-31A (AS-17 Krypton) – Schiffbekämpfungs-Lenkflugkörper
5 × Swesda Ch-35 „Uran“ / 3M24 (AS-20 „Kayak“) – Schiffbekämpfungs-Lenkflugkörper
5 × Raduga Ch-59MK (AS-18 Kazoo) – Mehrzweck-Lenkflugkörper
5 × Raduga Ch-58UShKE (AS-11 Kilter) – Antiradarraketen
Gelenkte Bomben
3 × BD-4-Aufhängung für je 1 × Region JSC KAB-1500L-F (lasergelenkte 1500-kg-Bombe mit HE-, Aerosol- und einem bunkerbrechenden Gefechtskopf)
8 × BD-3U-Aufhängung für je 1 × Region JSC KAB-500L/Kr (laser- / videogelenkte 500-kg-Bombe)
8 × BD-3U-Aufhängung für je 1 × Region JSC KAB-500S-E (satellitennavigationsgelenkte 500-kg-Bombe)
Externe Behälter
2 × Zusatztanks für je 2000 Liter Kerosin

## Einsatzgeschichte

### Bürgerkrieg in Syrien
Ende Januar 2016 wurden vier Su-35S der russischen Luftstreitkräfte im Rahmen des russischen Militäreinsatzes in Syrien nach Latakia verlegt. Sie wurden dort zur Luftraumsicherung und gegen Bodenziele eingesetzt.

### Russischer Überfall auf die Ukraine
Beim russischen Überfall auf die Ukraine setzen die russischen Luftstreitkräfte ab dem Februar 2022 die Su-35S zur Luftraumsicherung und gegen Bodenziele ein. Bis Mitte Juni 2025 wurden OSINT-Quellen zufolge mindestens acht Su-35S abgeschossen, am Boden zerstört oder gingen aus technischen Gründen verloren.

## Nutzerstaaten

### Aktuelle Nutzer
- Algerien – Per Mitte 2025 befand sich eine Su-35 im Dienst. Algerien übernahm Exemplare, die ursprünglich für Ägypten gebaut wurden (vergleiche nächster Abschnitt). Der Zulauf der Jets begann 2025.[32]
- Volksrepublik China – Per Ende 2024 befanden sich 24 Su-35 im Dienst der Luftstreitkräfte.[33][34]
- Iran – Nach US-amerikanischen Angaben wurden ab dem Frühjahr 2022 iranische Piloten in Russland ausgebildet.[35] Ursprünglich sollten die ersten Flugzeuge Mai 2023 geliefert werden, im Juli 2023 gab es verschiedene Hinweise, dass der Erwerb der Su-35 gescheitert sei.[36][37][38] Im November 2023 meldete die iranische Nachrichtenagentur Tasnim, der Iran würde 24 SU-35 erwerben. Dabei handelt es sich wohl um 24 Su-35S, die ursprünglich für Ägypten vorgesehen waren.[39] Im April 2024 wurde die Lieferung zunächst als „in Tagen“ angekündigt. Die Medien bezogen sich dabei auf die Nachrichtenagentur SNN (Student News Network), die den iranischen Revolutionsgarden nahesteht. Offizielle iranische Stellen sowie die SNN dementierten jedoch die Meldungen.[40] Anfang 2025 bestätigte Teheran den Kauf der Su-35.[34]
- Russland – Per Ende 2024 befanden sich 111 Su-35S im Dienst der Luftstreitkräfte.[41][42][43][44][34]

### Ehemalige Interessenten
- Ägypten – Im Jahr 2018 bestellte Ägypten 24 Su-35S zu einem Preis von 2 Milliarden USD. Die Auslieferung sollte ab 2021 erfolgen.[45][46] Nachdem die Vereinigten Staaten mit Sanktionen und der Kürzung der Militärhilfe gedroht hatten, trat Ägypten vom Kauf zurück.[47][48][49][50]
- Indonesien – Indonesien plante die Bestellung von insgesamt 11 Flugzeugen; die Verhandlungen darüber wurden im Jahr 2015 abgeschlossen.[51] Nachdem die Vereinigten Staaten mit Sanktionen gedroht hatten, trat Indonesien vom Kauf zurück.[48][49][50]

## Zwischenfälle
- Im September 2020 schoss der Pilot einer Su-35 während einer Luftkampfübung bei Twer versehentlich eine Su-30SM ab. Die beiden Piloten katapultierten sich aus ihrem Flugzeug und überlebten den Unfall. Nach vorläufigem Stand der Ermittlungen führte eine Verkettung von menschlichen Fehlern zu dem Zwischenfall: das Bodenpersonal hatte die Maschine nicht abmunitioniert, während der 34-jährige Pilot der Su-35 es versäumte, das Waffensystem in den Übungsmodus zu schalten. Dadurch wurde während des simulierten Nahkampfes ein Feuerstoß mit scharfer 30-mm-Munition aus der Bordkanone abgegeben, der die Su-30 traf.[52]